# Зелений Гай (Українська селищна громада)
Зелений Гай — село в Україні, у Синельниківському районі Дніпропетровської області. Входить до складу Української селищної громади.Населення становить 52 особи. Орган місцевого самоврядування - Українська сільська рада.

## Історія
12 червня 2020 року, відповідно до розпорядження Кабінету Міністрів України № 709-р від «Про визначення адміністративних центрів та затвердження територій територіальних громад Дніпропетровської області», увійшло до складу Української селищної громади.
19 липня 2020 року, в результаті адміністративно-територіальної реформи та ліквідації  Петропавлівського району, село увійшло до складу новоутвореного Синельниківського району.

## Географія
Село Зелений Гай знаходиться на правому березі річки Сухий Бичок, нижче за течією на відстані 0,5 км розташоване село Новоселівка, на протилежному березі - селище Українське.